# 28 серпня
28 серпня — 240-й день року (241-й у високосні роки) у григоріанському календарі. До кінця року залишається 125 днів.

## Свята і пам'ятні дні

### Національні
- Литва: День залізничника.
- Північна Корея: День молоді.
- Мексика: Національний день бабусь і дідусів.
- Польща: День авіації.
- Чорногорія: День проголошення королівства.

### Релігійні

#### Християнство
Католицизм
- День Святого Авґустина.

Православ'я
- Собор преподобних отців Печерських, що спочивають у дальніх печерах.
- Преподобного Мойсея Мурина.
- Праведної Анни, пророчиці, дочки Фануїлової, що зустріла Господа Ісуса Христа в храмі Єрусалимському.
- Мучениці Шушаніки, цариці Ранської.

## Іменини
Мойсей, Анна

## Події
- 1797 — США погодилися платити викуп Тунісу за те, щоб припинилося піратство щодо американських кораблів у Середземному морі.
- 1850 — у Веймарі відбулася прем'єра опери Ріхарда Вагнера «Лоенґрін».
- 1879 — після завершення британо-зулуської війни у 1879 році британці заарештували зулуського короля Сетшвайо і вислали його із Зулуленда.
- 1921 — у Києві розстріляні 47 членів ЦУПКому (Центрального Українського Повстанського Комітету), серед яких були Іван Андрух, співзасновник УВО, та поет-військовик Григорій Чупринка.
- 1924 — Серпневий виступ грузинів проти радянської влади.
- 1925 – голова Раднаркома Олексій Риков підписав декрет про відновлення виготовлення горілки.
- 1937 — у Японській імперії була заснована компанія Toyota.
- 1941 — у Радянському Союзі ліквідовано Автономну Радянську Соціалістичну Республіку Німців Поволжя, а всіх етнічних німців республіки вислано до Сибіру й Середньої Азії.
- 1946 — США скористались правом вето на вступ до ООН таких країн, як Монгольська Народна Республіка та Народна Соціалістична Республіка Албанія. США підтримала Велика Британія.
- 1963 — біля Меморіалу Лінкольна у Вашингтоні зібралися 200 тисяч учасників маршу протесту проти расової сегрегації та дискримінації. Перед ними зі своєю знаменитою промовою «В мене є мрія» виступив борець за громадянські права темношкірих громадян Америки Мартін Лютер Кінг.
- 1988 — у Федеративній Республіці Німеччина відбувалися демонстраційні польоти, під час яких над американською авіабазою в Рамштайні зіткнулися три італійських літаки, які виконували груповий політ — уламки літаків впали на землю у натовп спостерігачів, що призвело до загибелі 66 осіб.
- 1990 — Ірак оголосив окупований Кувейт своєю 19-ю провінцією, перейменував місто-столицю Кувейт у Кадіму та утворив новий міський район, названий на честь Саддама Хусейна. Цього ж дня було сформовано новий маріонетковий уряд провінції Кувейт під керівництвом Алаа Хусейна.
- 1996 — після 15 років подружнього життя і 4 років життя нарізно лондонський суд офіційно розлучив британського принца Чарльза і принцесу Діану.
- 1999 — в столиці Малайзії Куала-Лумпурі відкрилася найвища на той час споруда — дві 88-поверхові башти-близнючки торгово-ділового центру «Вежі Петронас» заввишки 452 метри кожна. Загальна площа комплексу — близько мільйона квадратних метрів. Одну з башт займає штаб-квартира нафтової компанії Petronas, іншу — офіси її партнерів та інших транснаціональних корпорацій.

## Народились
Дивись також Категорія:Народились 28 серпня
- 1749 — Йоганн Вольфганг фон Гете, німецький учений і письменник («Фауст», «Страждання молодого Вертера»).
- 1863 — Андре Блондель, французький фізик, винахідник осцилографа/
- 1877 — Чарльз Стюарт Роллс, один зі співзасновників компанії «Роллс Ройс».
- 1887 — Дмитро Дяченко, український архітектор і громадський діяч
- 1890 — Дмитро Загул, поет, перекладач, літературознавець. Загинув у більшовицьких концтаборах на Колимі приблизно в 1944.
- 1915 — Конякін Олександр Федорович, Герой Радянського Союзу.
- 1922 — Марія Лісовська, українська письменниця. Автор збірок оповідань «Скільки житиму — любитиму», «Відлуння серця».
- 1925 — Аркадій Стругацький, радянський письменник-фантаст, перекладач.
- 1942 — Стерлінг Моррісон, гітарист нью-йоркського гурту «Velvet Underground».
- 1965 — Шаная Твейн, канадська кантрі-виконавиця.
- 1969 — Джейсон Прістлі, американський актор («Район Беверлі-Гіллз»)
- 1982 — Ліенн Раймс, американська виконавиця й акторка.
- 1994 — Бобі Андонов, австралійський співак.
- 2000 — Юліан Ступак, офіцер Збройних сил України, учасник російсько-української війни, Герой України (посмертно).

## Померли
Дивись також Категорія:Померли 28 серпня
- 1917 — Каміонський Оскар Ісакович, український оперний і камерний співак.
- 1921 — Іван Андрух, український військовий і політичний діяч, сотник Січових Стрільців (*1892).
- 1921 — Григорій Чупринка, український поет, культурний, військовий і політичний діяч, у 1919 — керівник повстання проти більшовиків на Чернігівщині.
- 1948 — Олександр Шевченко, український художник-авангардист, теоретик мистецтва і педагог.
- 1952 — Лаврентія Гарасимів, українська монахиня зі Згромадження Св. Йосифа, блаженна преподобномучениця.
- 1959 — Богуслав Мартіну, чеський композитор.
- 2007 — Пуерта Антоніо Перес, іспанський футболіст, гравець ФК «Севілья» (*1984).